# 潔美·琳·斯皮爾斯
潔美·琳·瑪莉·斯皮爾斯（英語：Jamie Lynn Marie Spears，1991年4月4日—）是美國一位演員和歌手。她以在尼克國際兒童頻道(Nickelodeon)己停播的劇集Zoey 101裡飾演主角Zoey Brooks知名。有關潔美廣為人知的事莫過於她是美國著名流行歌手布蘭妮·斯皮爾斯的妹妹。她在16歲時便懷孕，並與她自高中開始交往的男友Casey Aldridge訂婚，並誕下女兒Maddie Briann Aldridge。

## 演藝事業
潔美·琳·斯皮爾斯在2001年客串了在Clorox播放的節目Total Britney Live'和2002年Pepsi電視台播放的廣告。同年，她在Crossroads裡稍稍地出現了幾個鏡頭，飾演由她的姊姊所飾演的角色──Lucy的童年版。
潔美曾作為兩季尼克國際兒童頻道節目All That主要的角色。她在節目裡常做出很多On-Air Dares (被喻為尼克國際兒童頻道版的Fear Factor)的小型喜劇，並與其他演員一起作出一些噁心的動作。"之後她離開了節目，參與Zoey 101 的演出。
潔美獲得她第一個主要角色──曾獲艾美獎提名尼克國際兒童頻道節目Zoey 101飾演主角Zoey Brooks。這部電視影集在2005年1月首播，並吸引了一大堆9-14歲的觀眾收看，打破了過往八年首播電視影集觀眾的人數。潔美飾演一個作為第一堆許可在一間全男校(Pacific Coast Academy)就讀的女生之一。Zoey 101 被艾美獎提名為Outstanding Children's Program。2006年，潔美贏得尼克羅頓KCAs獎最受歡迎電視演員。潔美也演唱了由她的姊姊Britney Spears和Emily Bob填詞、該電視影集的主題曲"Follow Me"。

## 個人生活
潔美就讀密西西比州麥庫姆 的Parklane Academy，她是一個啦啦隊長並參與其他運動。潔美在2008年2月透過網上通信聯繫完成她的學業獲得她的普通教育程度證書。2008年3月，潔美與她的男友、孩子的父親Casey Aldridge訂婚。這對訂婚情侶現住在密西西比州的Liberty城

### 懷孕
2007年12月18日，《OK!》雜誌報道一篇有關潔美懷孕，內客指出正值16歲的潔美已懷孕12週並打算讓她在路易斯安那州出世，讓她有一個"正常的生活"。"她與母親Lynne Spears對該雜誌進行了一次獨家訪問，負責播映Zoey 101的尼克國際兒童頻道期後宣佈一份短暫聲明：

We respect Jamie Lynn's decision to take responsibility in this sensitive and personal situation. We know this is a very difficult time for her and her family, and our primary concern right now is for Jamie Lynn's well being.
在宣佈潔美懷孕的消息後，她的支持者們都感到震驚並因為部分媒體過份美化青少年懷孕的問題而引起爭議。因為潔美的懷孕，Zoey 101而需要被取消，一名尼克國際兒童頻道的發言人告訴MTV News節目不可能像傳說所說，仍然在節目表裡。
潔美指出孩子的父親是她自高中起開始交往的18歲男友－Casey Aldridge。由於潔美比加州法定年齡少了兩歲，也因為潔美與男友年齡上的差別，檢察官是否對Casey作出法定強姦罪的檢控仍有所保留。可是，密西西比州
汽車監察處確定Casey在1989年4月29日出生，比潔美稍為大不足兩年。在加州，與未滿18歲者發生性行為是違法的，但這對未滿18歲的，但比成年人少不足3歲者來說，只是一個輕罪。
2008年6月19日早上9時30分中部時間，她與未婚夫Casey Aldridge在麥西西比西南地區醫學中心（Mississippi Southwest Regional Medical Center）迎接了他們第一個孩子，一個重達7磅11安士的女兒Maddie Briann Aldridge。
OK!雜誌指出他們以1百萬買下第一張BB的照片，作為2008年7月10日的封面。9月3日，在網上報道Casey Aldridge與一名28歲女子Kelli Dawson親吻的新聞後，各大報章雜誌，特別是In Touch，指出潔美與Casey Aldridge為2個月大女兒的監護權爭吵。

## 影視作品
| 年份          | 名稱                                       | 角色              | 備註            |
| ------------- | ------------------------------------------ | ----------------- | --------------- |
| 2002年–2004年 | All That                                   | 常駐表演者        | 以本名演出      |
| 2002年        | 《穿越乡间路》                             | 幼年的露西·瓦格纳 |                 |
| 2005年—2008年 | Zoey 101                                   | Zoey Brooks       | 主角 / 電視影集 |
| 2008年        | Miss Guided                                | Mandy             | 客串一集        |
| 2009年        | Unstable Fables: Goldilocks & 3 Bears Show | Goldilocks        | 配音            |

## 獎項
美國KCAs獎
- 2008 最受歡迎電視女演員 - 提名
- 2007 最受歡迎電視女演員 - 提名
- 2006 最受歡迎電視女演員 - 獲獎
- 2004 最受歡迎電視女演員 - 提名

TCAs獎
- 2005 最有突破電視女演員 - 提名

青年藝員獎
- 2007 電視系列整體表現最佳 - 獲獎
- 2006 電視系列整體表現最佳 - 獲獎
- 2005 電視系列整體表現最佳 - 提名

青年荷李活獎
- 2005 One to Watch-Female - 獲獎 [27]

## 外部連結
- Official Website （页面存档备份，存于）
- Jamie-Lynn Spears在互联网电影资料库（IMDb）上的資料（英文）
- Jamie-Lynn Spears在TV.com